# Lohals
Lohals è una città del Sud della Danimarca, che si trova nell'isola di Langeland nella Danimarca Meridionale. Ad inizio 2018, la stima della popolazione era di circa 451 abitanti.

## Infrastrutture
Lohals ha un porto peschereccio e un porto turistico. Fino al 1998 esisteva inoltre un collegamento in traghetto da Lohals a Korsør sull'isola di Zealand. Era attivo anche un traghetto per Lundeborg, il cui molo è ancora visibile. A seguito dell'interruzione del servizio di traghetti, il percorso da Lundeborg a Lohals passando per Svendborg, Svendborgsundbroen, Tåsinge, Siødæmningen, Langelandsbroen e Rudkøbing è ora di 65 km.
Il trasporto pubblico è costituito da una linea di autobus per Rudkøbing, la città principale dell'isola. Gli autobus circolano circa ogni ora dal lunedì al venerdì e ogni due ore nei fine settimana. Da Rudkøbing c'è un altro collegamento in autobus per Svendborg sulla Fionia.

## Museo
A Lohals è presente un museo safari con cimeli dell'avventuriero danese Tom Knudsen, nato nella stessa città.